# حباب املاک و مستغلات کانادا
حباب املاک و مستغلات کانادا به افزایش قابل توجه قیمت املاک و مستغلات کانادا از سال ۲۰۰۲ تا کنون (با دوره‌های کوتاه کاهش قیمت در سال ۲۰۰۸ و ۲۰۱۷) اشاره دارد که برخی از ناظران آن را یک حباب املاک و مستغلات نامیده‌اند. از سال ۲۰۰۳ تا ۲۰۱۸، کانادا شاهد افزایش قیمت مسکن و ملک تا ۳۳۷ درصد در برخی شهرها بود. تا سال ۲۰۱۸، زمانی که کانادا آخرین حباب مسکن خود را ترک کرد، هزینه‌های مالکیت خانه بالاتر از سطح قیمتی آن در دهه ۹۰ میلادی بود. اقتصاد بلومبرگ کانادا را به عنوان دومین حباب بزرگ مسکن در سراسر کشورهای عضو OECD در سال‌های 2019 و 2021 رتبه‌بندی کرده‌است.

## ممنوعیت مالکیت اتباع خارجی در ۲۰۲۳ میلادی
در ۱ ژانویه ۲۰۲۳، کانادا قانونی را وضع کرد که در پاسخ به حباب املاک و مستغلات، اتباع خارجی، به استثنای مهاجران و ساکنان دائم، را از خرید مناطق مسکونی در این کشور به مدت دو سال منع می‌کند.

## تفاوت‌های منطقه ای
برخی از مفسران بیان کرده‌اند که کانادا به‌طور کلی حباب املاک و مستغلات نداشته‌است و تنها تورنتو و ونکوور در حال تجربه چنین حبابی هستند. همان‌طور که در همه کشورها معمول است، قیمت‌ها بین مناطق شهری و روستایی، بین مناطق و بین شهرهای داخل یک منطقه بسیار متفاوت است. با این حال، از آنجایی که مناطق کانادا دارای پایه‌های اقتصادی بسیار متفاوتی هستند، تأثیر افزایش قیمت در قرن بیست و یکم در دو نوع از انواع شهر تقریباً کاملاً متضاد بوده‌است.
مهاجرت به کانادا از اواسط دهه ۲۰۱۰ میلادی عمدتاً در انتاریو و بریتیش کلمبیا متمرکز شده‌است و این پدیده باعث شده قیمت‌ها در این استان‌ها بسیار سریعتر از سایر استان‌ها افزایش یابد.

## خطرات و ریسک‌های اقتصادی
کانادا کشوری است که به شدت به صنعت املاک و مستغلات وابسته است و تقریباً ۱۴٪ از تولید ناخالص داخلی آن در سال ۲۰۲۱ از این صنعت شکل گرفت بود ریسک زیادی وجود دارد که اگر احساسات شروع به تغییر کنند و سرمایه‌گذاران احساس کنند بازار در شرف بدتر شدن است، انبوهی از مردم وجود خواهند داشت که املاک خود را می‌فروشند و باعث کاهش قیمت‌ها و اثر گلوله برفی می‌شوند. کانادایی‌ها به‌طور فزاینده‌ای مقادیر زیادی از بدهی‌های مربوط به وام مسکن را در اختیار دارند و در ژوئن ۲۰۲۱ این رقم به حدود ۲ تریلیون دلار از کل بدهی مسکن خواهد رسید.